# Aleksandr Suvorov
Aleksandr Vasiljevitj Suvorov (russisk: Алекса́ндр Васи́льевич Суво́ров; født 24. november 1729 eller 1730, død 18. maj 1800) var en russisk adelig general og generalissimo, der tjente i Det Russiske Kejserrige. Suvorov anses som en af de største generaler i russisk historie og en af de største generaler i nyere militærhistorie. Han er tildelt adskillige medaljer, titler og ordener af Rusland og af andre lande. Suvorov sikrede Ruslands udvidede grænser og gav kejserriget militær prestige og efterlod et eftermæle med flere teorier om modernisering af krigsførelsen. Han skrev flere bidrag om militær strategi, herunder den mest berømte Videnskaben om at vinde (russisk: Наука побеждать, udgivet 1806). Han tabte aldrig et slag, som han havde kommandoen over.
Han blev født i Moskva og studerede militærhistorie som ung og meldte sig til hæren som 17-årig. Under Syvårskrigen blev han forfremmet til oberst efter sine successer på slagmarken. Ved udbruddet af krigen mod Barkonføderationen i Polen-Litauen i 1768 indtog Suvorov Kraków og besejrede polakkerne ved slaget ved Lanckorona og ved slaget om Stołowicze, der var indledningen til Polens delinger. Han blev forfremmet til general og kæmpede under Den russisk-tyrkiske krig (1768-1774), hvor han vandt en overbevisende sejr under Slaget om Kozludzja. Han blev forfremmet til general for infanteriet i 1786 og havde kommandoen under Den russisk-tyrkiske krig (1787-1792), hvor han vandt knusende sejre over Det Osmanniske Rige. For sine bedrifter blev han hædret ved at opnå titel af greve af Kejserdømmet og af Det tysk-romerske Rige. Suvorov nedkæmpede endnu en polsk opstand i 1794.
Suvorov nød zarina Katharina 2. af Ruslands gunst, men skændtes ofte med Katharinas søn, Paul. Efter Katharinas død i 1796 blev Paul kronet som russisk zar, og Suvorov blev herefter fyret for ikke at adlyde zarens ordrer. Paul 1. blev dog nødt til at genansætte Suvorov og gøre ham til feltmarskal efter krav fra koalitionspartnerne under Revolutionskrigene. Suvorov fik kommando over en Østrigsk-russisk hær med hvilken han indtog Milano og drev franskmændene ud af Italien efter sin triumf under flere slag. Suvorov blev gjort til fyrste af Italien for sine bedrifter. Senere blev han beordret til Schweiz for at bidrage til de allieredes operationer. Han blev afskåret af franskmændene og senere omringet i Alperne efter den russisk-østrigske hær, som han skulle forstærke led nederlag i Zürich. Suvorov gennemførte et strategisk tilbagetog samtidig med, at han holdt den fire gange så store franske hær tilbage og vendte tilbage til Rusland med minimale tab. For sin bedrift blev han udnævnt som den kun fjerde generalissimo i Rusland.
Han døde af sygdom i 1800 i Sankt Petersburg.